# Philophyllia guttulata
Philophyllia guttulata är en insektsart som beskrevs av Carl Stål 1873. Philophyllia guttulata ingår i släktet Philophyllia och familjen vårtbitare. Inga underarter finns listade i Catalogue of Life.